# Västerbitterna landskommun
Västerbitterna landskommun var en tidigare kommun i dåvarande Skaraborgs län.

## Administrativ historik
Kommunen inrättades i Västerbitterna socken i Laske härad i Västergötland när 1862 års kommunalförordningar trädde i kraft. 
Vid kommunreformen 1952 uppgick landskommunen i Vedums landskommun som 1967 uppgick i Vara köping som 1971 ombildades till Vara kommun.